# Anoplotettix samosinus
Anoplotettix samosinus är en insektsart som beskrevs av Dlabola 1989. Anoplotettix samosinus ingår i släktet Anoplotettix och familjen dvärgstritar. Inga underarter finns listade i Catalogue of Life.